# San José de Dahuano
San José de Dahuano ist eine Ortschaft und eine Parroquia rural („ländliches Kirchspiel“) im Kanton Loreto der ecuadorianischen Provinz Orellana. Sitz der Verwaltung ist die Ortschaft San José de Dahuano (oder 24 de Mayo), 15 km westsüdwestlich des Kantonshauptortes Loreto, an der Fernstraße E20 gelegen. Die Parroquia besitzt eine Fläche von 501,65 km². Die Einwohnerzahl lag im Jahr 2010 bei 5047.

## Lage
Die Parroquia San José de Dahuano liegt in der vorandinen Region am Westrand des Amazonasbeckens. Die Flüsse Río Chacayacu, Río Huataracu, Río Pucuno und Río Suno begrenzen das Gebiet im Norden. Der Río Bueno, ein linker Nebenfluss des Río Suno, verläuft entlang der südlichen Verwaltungsgrenze. Im Westen bildet der 1700 m hohe Gebirgskamm Cordillera de Galeras die Grenze. Der Río Pucuno durchfließt den zentralen Teil der Parroquia.
Die Parroquia San José de Dahuano grenzt im Nordwesten an die Parroquia San Vicente de Huaticocha, im Norden an die Parroquia Ávila Huiruno, im Nordosten an die Parroquia Puerto Murialdo, im Südosten und im zentralen Süden an die Parroquia Chontapunta (Kanton Tena, Provinz Napo) sowie im Südwesten an die Parroquia Ahuano (ebenfalls im Kanton Tena, Provinz Napo).

## Geschichte
Am 22. August 1993 wurde die Parroquia San José de Dahuano mit den beiden Kommunen (comunidades) Cotapino und 24 de Mayo gegründet.

## Ökologie
Der äußerste Westen der Parroquia liegt innerhalb des Nationalparks Sumaco Napo-Galeras.